# Pier Giorgio Frassati
Pier Giorgio Frassati, född 6 april 1901 i Turin, död 4 juli 1925 i Turin, var en italiensk student och tertiar inom dominikanorden. Han vördas som salig inom Romersk-katolska kyrkan med minnesdag 4 juli.

## Biografi
Pier Giorgio Frassati föddes 1901 i Turin i Italien. Han bad dagligen; bland annat bad han rosenkransen på knä vid sin säng. Efter att han börjat i skola hos jesuiterna fick han det för den tiden sällsynta tillståndet att gå till daglig kommunion. Ibland tillbringade han hela nätter i eukaristisk tillbedjan. År 1922 avlade han löften som lekmannadominikan; han var då 21 år gammal. Som lekmannadominikan valde Frassati namnet "Girolamo" efter den renässanstida dominikanpredikanten Girolamo Savonarola. 
I Turin hjälpte han de allra fattigaste i slummen; han antas ha smittats av polio när han vistades där. Pier Giorgio Frassati dog 1925, 24 år gammal. Han saligförklarades av påven Johannes Paulus II den 20 maj 1990.
Salige Pier Giorgio Frassati kommer att helgonförklaras tillsammans med salige Carlo Acutis den 7 september 2025.

## Bilder
| - Salige Pier Giorgio Frassatis grav i Turins katedral. |